# Joaquín y el Apocalipsis
Joaquín y el Apocalipsis  (en italiano: 'Il monaco che vinse l'Apocalisse') es una película italiana de 2024 dirigida por Jordan River y basada en el apocalipsis descrito por el místico Joaquín de Fiore.

## Sinopsis
30 de marzo de 1202 d. C. Joaquín despierta de un sueño apocalíptico. En las escarpadas montañas, funda su monasterio basado en la esperanza, llamándolo «Fiore» (Flor). Escribe en un pergamino la profecía de la «Tercera Era». Explica el significado del Dragón de Siete Cabezas. Joaquín regresa a las montañas nevadas para su nuevo viaje, consciente de que «la flor aún no es fruto», sino «la esperanza del fruto».

### Premios y nominaciones
- Best Script Awards (London, UK)
  - 2024 - Best Script Award[1]
- Global Music Awards (Los Angeles, USA)
  - 2024 - Gold Medal Original Score[2]
- Accolade Global Film Competition (Los Angeles, USA)
  - 2024 - Award of Excellence Original Score
- Your Way International Film Festival (Malta)
  - 2024 - Best Original Score
- Tracks Music Awards  (Los Angeles, USA)
  - 2024 - Best Original Score
- Septimius Awards (Amsterdam, Netherlands)
  - 2024 - Nomination Best Costume Design
  - 2024 - Nomination Best Soundtrack
  - 2024 - Nomination Best Makeup & Hairstyling
  - 2024 - Nomination Best European Actor.[3]
- Terni International Film Festival.[4]
  - 2024 - Best Film
  - 2024 - Best Photography
  - 2024 - Best Scenography
  - 2024 - Best VFX
- 78° Festival internazionale del cinema di Salerno
  - 2024 - Best Film.[5]

## Estreno en cines
La película se estrenó en Italia el 5 de diciembre de 2024.
La muestra en Estados Unidos tendrá lugar el 26 de febrero de 2025 en el Teatro Chino TCL de Hollywood, selección oficial de la 20ª edición del Festival de Cine de Los Ángeles. 